# Nanibgal
Nanibgal (DNANIBGAL  𒀭𒀭𒉀, DNÁNIBGAL 𒀭𒀭𒊺𒉀), ook Nisaba of Nidaba (DNÍDABA 𒀭𒉀, DNIDABA 𒀭𒊺𒉀) was in de Sumerische mythologie godin van de vruchtbaarheid, in het bijzonder van de dadelpalm en het riet. In Assyrische tijden, kreeg zij aanzien als de godin van het schrift, de school en de astrologie.
Zij werd aanvankelijk als dochter van Enlil beschouwd, maar werd later als een kind van Enki gezien, en aldus de zuster van Ningirsu en Nanshe. Haar heiligdommen waren de E-zagin te Eresh en te Umma. Op een afbeelding die in Lagash is gevonden, staat zij met golvend haar in de wind, en gekroond met een gehoornde tiara met ondersteunende oren van graan en een maansikkel. Haar dichte haar wordt vergeleken met dat van de al even harige Enkidu in het Gilgamesj-epos.

## Spijkerschrift NAGA
Unicode 5.0 codeert het NAGA teken bij U+12240 𒉀 (Borger 2003 nr. 293). 
AN.NAGA wordt gelezen als NANIBGAL, en AN.ŠE.NAGA als NÁNIBGAL. NAGA wordt gelezen als NÍDABA of NÍSABA, en ŠE.NAGA als NIDABA of NISABA.
De verticaal omgekeerde variant is bij U+12241 ≁ (TEME), en de combinatie van beide, dat wil zeggen het kalligraphisch arrangement NAGA-(omgekeerd NAGA), wordt gelezen als DALḪAMUN7 "wervelwind", bij U+12243 ≃. DALḪAMUN5 is het arrangement AN.NAGA-(omgekeerd AN.NAGA), en DALḪAMUN4 is het arrangement van vier instanties van AN.NAGA in de vorm van een kruis.